# Ронгелап

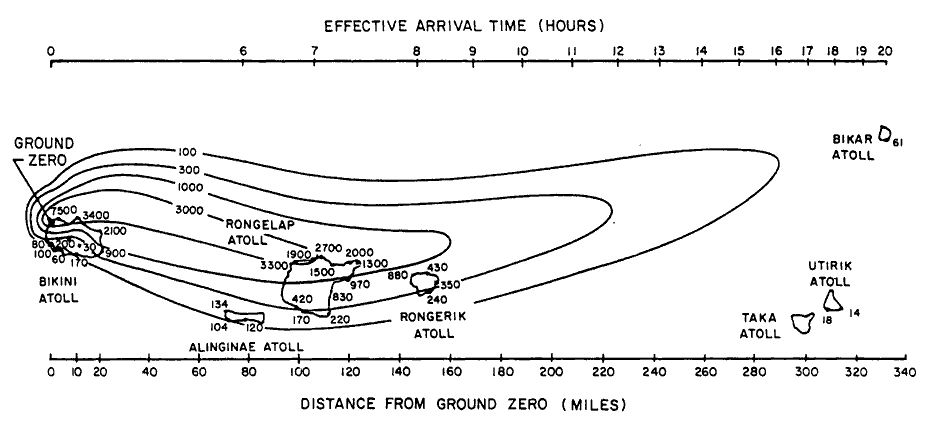
Радіоактивний слід після випробувань 1954 року, що простягається над атолом Ронгелап.

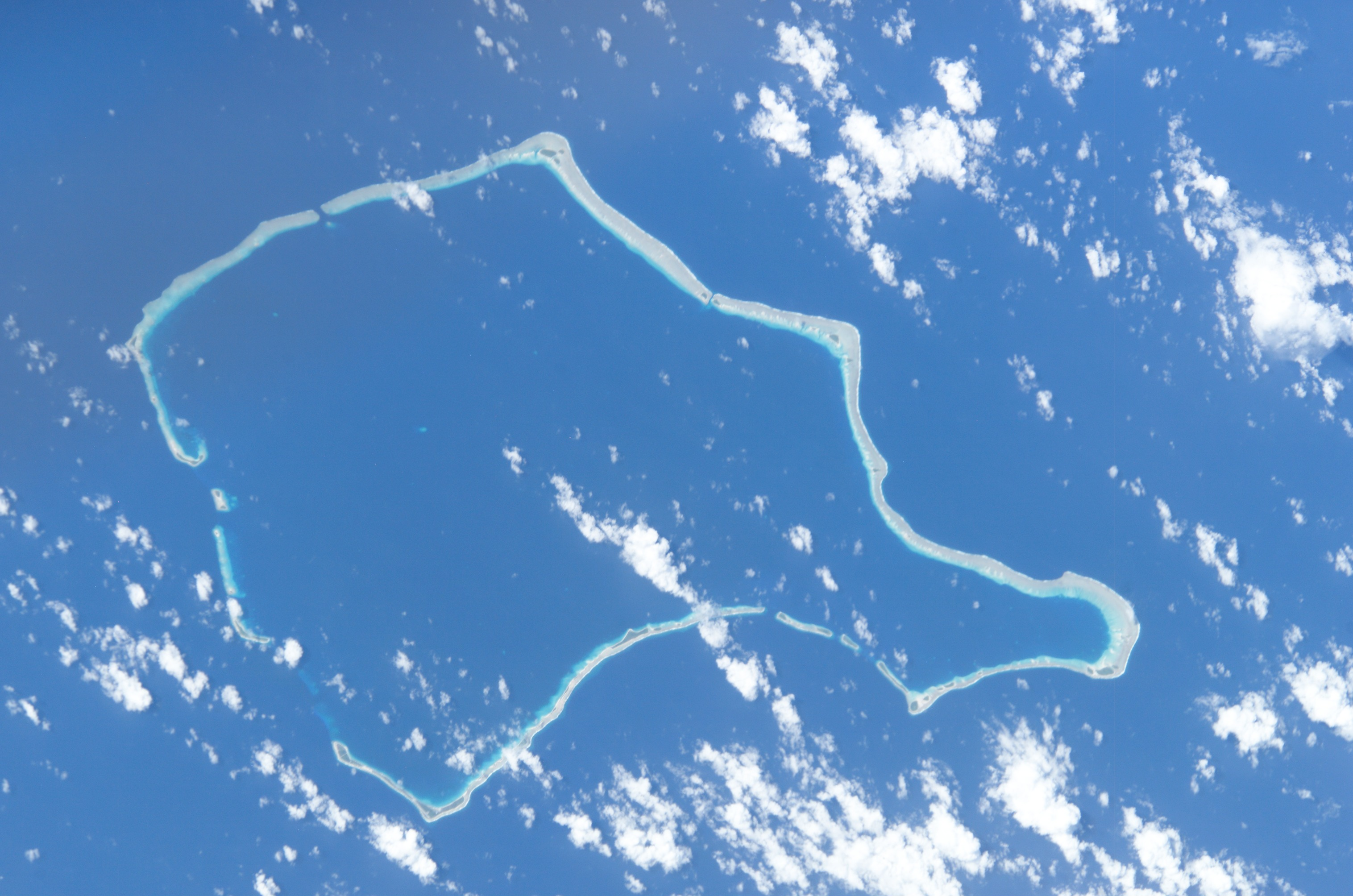
NASA фотозображення атолу Ронгелап.

Атол Ронгелап /ˈrɒŋɡəlæp/ Ронг-gə-коло (Маршальською: Ron̄ļap, [rʷɔŋʷ(ɔʌ)ɫɑæpʲ]) — кораловий атол з 61 острова в Тихому океані, і формує законодавчий район в ланцюзі Ралік на Маршаллових Островах. Загальна площа її території складає 21 кілометр квадратний. Він укладає у собі лагуну площею 2,600 кілометрів квадратних. Він історично славиться своєї близькості до американських випробувань водневої бомби в 1954 році, і був особливо пригнічені радіоактивним зараженням від тесту «Браво». Двадцять людей залишаються від більш ніж 300, які жили там до початку випробування.

## Історія
Перший запис європейцями був зроблений іспанським мореплавцем Альваро де Сааведра , 1 січня 1528. Разом з атолами: Утірік, Аілінгінае і Така, вони були описані як острови трьох мудрих королів в Іспанії('Islas de los Reyes') через близькості до Богоявлення. Чотирнадцять років потому, його відвідала іспанська експедиція Ruy López de Villalobos.
Атол Ронгелап був оголошений як територія Німецької імперії разом з іншими з Маршалловими Островами в 1884 році, де німці створили торговий форпост. Після Першої світової війни острів перейшов під Південний Тихоокеанський мандат Японської Імперії. Після закінчення Другої світової війни, Ронгелап перейшов під контроль США у складі підопічної території Тихоокеанські острови.

## Вплив ядерних випробувань

### Лінія Часу
- 1946: Військово-морський флот Сполучених Штатів евакуює острів'ян атолу Бікіні для випробувань ядерної зброї.
- 1 березня 1954 року: США детонує 15-мегатонну водневу бомбу (тест «Браво») усвідомлюючи, що радіоактивне зараження досягне атолу Ронгелап.
- 3 березня, 1954: США евакуює жителів Ронгелап в атол Кваджалейн. Острів'яни страждали від блювання, проносу, опіків шкіри, а пізніше і від втрати волосся.
- 1955—1957: Внутрішньо переміщені жителі Ронгелапу неодноразово вимагають дозволу уряду США на повернення до свого атолу.
- 1957: Комісія з атомної енергетики заявляє, що атол Ронгелап безпечний для повторного проживання.[4]
- 1958: Частота викиднів і мертвонароджень жінок атолу Ронгелапу вдвічі більше, ніж у жінок, що не були опромінені.[5]
- 1963: Перші пухлини щитоподібної залози починають проявлятися.
- 1971: Незалежна японська медична команда, запрошена магістратом атолу Ронгелап, позбавлена дозволу відвідати США з посиланням на «візові проблеми».[хто?]
- 1976: Виявлено, що 69 % дітей Ронгелапу, які ще не мали 10 років в 1954 році отримали пухлини щитоподібної залози. [джерело?]
- 1984: Сенатор Маршаллових Островів 
* Джетон Анжайн просить допомоги в евакуації в Грінпіс.
- 1985: Райдужний воїн здійснює три поїздки, щоб евакуювати людей з Ронгелапу на острова Майлетто і Ебейе в атолі Кваджелейн.
- 1986: Затверджено компенсацію за ядерні випробування, відклавши цільовий фонд на суму 150 мільйонів доларів США.[хто?]
- 1989: Міністерство енергетики США визначає Ронгелап безпечним для проживання.
- 1994: Незалежне наукове дослідження показує, що в залежності від дієтичних обмежень, від 25 до 75 % населення Ронгелап буде перевищувати максимально допустиму річну межу опромінення — 100 Бер.
- 2000:
- Уряд Маршаллових островів подає заявку, вимагаючи значно більшої компенсації, ніж 150 млн доларів США.
- 2005: Буш вирішає, що немає підстав для надання додаткових компенсації за ядерні випробування.
- 2009: Уряд Сполучених Штатів знову заявляє про свою позицію, що вона задовільно компенсувала жертви Rongelap.

### Випробування
З 1946 по 1958 роки військові США провели численні атмосферні випробувань ядерної зброї, включаючи водневу бомбу, в першу чергу, на атол Бікіні, близько 120 кілометрів від атолу Ронгелап. 1 березня 1954 року випробування Браво, який був у 2 рази потужніший, ніж очікувалося, і дав несподівані обсяги радіоактивних опадів , що вилилося в повсюдне радіоактивне забруднення. Хмара, що утворилася після вибуху закрила більш ніж 18,000 квадратних кілометрів Тихого океану, в тому числі деякі заселені острови, включаючи Атол Ронгерік, Атол Ронгелап.
Опромінене сміття випало до 2 сантиметрів вглиб острова. Військово-медична команда Сполучених Штатів відвідала острів з лічильниками Гейгера наступного дня після випадання, але залишила, не повідомляючи острів'ян про небезпеку, яку вони зазнали. Практично всі жителі відчули гостру променеву хворобу, в тому числі свербіж, болючість шкіри, блювота, діарея і втому. Їхні симптоми включали також печіння очей і набряк шиї, рук та ніг. Жителі були змушені покинути острови, залишивши всі свої речі, через три дні після тесту. Вони були переселені в Кваджалейн на лікування. Через шість днів після тесту «Браво», уряд США створив секретний проект з вивчення медичних ефектів зброї на жителів Маршаллових островів.
Згодом Сполучені Штати були звинувачені в тому, що вони використовували мешканців у медичних дослідженнях (без отримання згоди) для вивчення впливу ядерного опромінення. До цього часу комісія з атомної енергетики Сполучених Штатів мало замислювала над потенційним впливом широкого забруднення опадів та здоров'я та екологічним впливів за рамками офіційно визначеної межі випробувального майданчика. 

## У популярній культурі
- В народній протестантській пісня Майка Хардінгзона 1989 року  згадується про долю атолу в рядках «Black mist on Maralinga, grey snow on Rongelap, white sun under Mururoa. Whitewash to cover the cracks.».